# Lakkavalli, Tarikere
Lakkavalli là một làng thuộc tehsil Tarikere, huyện Chikmagalur, bang Karnataka, Ấn Độ.